# Абхазька Автономна Радянська Соціалістична Республіка
Абхазька Автономна Радянська Соціалістична Республіка (абх. Аҧснытәи Автономтә Советтә Социалисттә Республика; груз. აფხაზეთის ავტონომიური საბჭოთა სოციალისტური რესპუბლიკა; рос. Абхазская Автономная Советская Социалистическая Республика) — державне утворення, що входило до складу Грузинської РСР. Його було утворено в лютому 1931, коли Соціалістична Радянська Республіка Абхазія було перейменовано у Абхазьку АРСР. До її складу входили 5 районів.
Нині її територія повністю відповідає Абхазькій Автономній Республіці у складі Грузії (де-юре). Де-факто на цій території існує самопроголошена Республіка Абхазія, яку визнали чотири суверенні держави.
Природа. Більша частина Абхазії лежить на пд. відрогах і передгір'ях Гол. Кавказького хр. (Гагринський, Бзибський, Кодорський, Абхазький хребти), менша — на низовинному узбережжі Чорного моря. Надра багаті на кам. вугілля (Ткварчельське і Бзибське родовища), буд. матеріали, мінеральні джерела (аудхарські, сухумські та ін.). Клімат в узбережній смузі А. і на схилах гір до 500—600 м субтропічний з м'якою зимою і помірно жарким літом; у горах до вис. 2000 м — помірно холодний, вище 2000 м — холодний. У примор. смузі пересічна т-ра січня від +4 до +7°, липня +23, +24°. Опадів 1200—1400 мм на рік. Ріки Бзиб, Кодорі, Гуміста, Галідзга та ін. мають гірський характер; оз.—Ріца, Амткелі, Бебесир. Ґрунти узбережжя і передгір'я—жовтоземи і червоноземи різного ступеня опідзолення та болотні ґрунти. Вище — бурі гірськолісові, перегнійно-карбонатні та гір-ськолучні ґрунти. Рослинність багата: понад 1500 видів рослин. Більша ч. А. вкрита лісами. Ліси багаті на цінні породи: самшит, смереку, дуб, колхідський бук, каштан, тис та ін. Велику господарську цінність мають субальпійські та альпійські луки. Значні ділянки займають культ. насадження евкаліптів та пальм. В лісах А. зустрічаються ведмідь, дика свиня, олень, сарна, дика кішка, рись, лісова куниця та ін.
Населення. В А. живуть абхази, грузини, росіяни, вірмени та ін. Міське нас. — 147 тис. чол., пересічна густота нас. — 46,5 чол. на 1 км² (1959). Нас. зосереджене переважно в узбережних р-нах і в передгір'ях. Міста: Сухумі, Ткварчелі, Гагра, Гудаута, Очамчіре, Галі і селище міськ. типу Новий Афон.

## Історія
В серед. 1-го тис. до н. е. А. входила до складу Колхідського царства. З 6—5 ст. до н. е. на узбережжі А. з'явився ряд грец. колоній (Пітіунт, Діоскурія та ін.). В 65 до н. е. в А. утверджується влада римлян. У 4 ст. в Західній Грузії створилось Лазьке царство, до складу якого ввійшла і А. У 6 ст. А. підпала під вплив Візантії. В 523 було запроваджено християнство. У 8 ст. А. об'єднала навколо себе всю Зх. Грузію. Тоді ж посилилися культ.-політю. зв'язки з планами й адигейським населенням Пн. Кавказу, а також через Тмутаракань встановилися зв'язки з Київською Руссю. У 10 ст. А. ввійшла до складу об'єднаної Грузії. У 16 ст. А. захопили турки, що привело до її економіч. і культ. занепаду. В 1810 ввійшла до складу Росії, що, незважаючи на колоніальну політику царизму, прогресивно позначилося на розвитку економіки і культури А. З'явилися абхазька писемність, школи, художня л-ра. Перша с.-д. орг-ція в А. виникла 1902. Під час революції 1905—07 в А. широко розгорнувся революц. рух, одним з керівників якого був Г. К. Орджонікідзе. Після повалення самодержавства більшовицькі організації А. вели боротьбу за завоювання мас на сторону соціалістич. революції. 
В результаті збройного повстання трудящих у квітні 1918 майже в усій А. було проголошено Рад. владу
Восени 1918 при допомозі англ. військ владу знову захопили меншовики. У лютому 1921 організувався ревком А. (6. Ешба, Н. Лакоба, Н. Акіртава), який керував боротьбою за встановлення Рад. влади. На допомогу трудящим А. прийшла Червона Армія, в лавах якої були і сини укр. народу 4 бер. 1921 в А. встановлена Рад влада. 30 груд. 1922 А. в складі ЗСФРР ввійшла в СРСР. За роки соціалістичного будівництва А. досягла небаченого розквіту: ліквідовано економіч. і культ. відсталість, значно розвинулись пром-сть і соціалістич. сільське господарство.

## Народне господарство
А. входить до складу Груз. економіч. адм. р-ну. За роки Рад. влади А. перетворилась у район розвинутого субтропічного г-ва, харч., лісооброб. і гірничодоб. промисловості. У 1957 валова продукція промисловості зросла в порівнянні з 1928 в 34 рази. Гол. галузь промисловості — харчова, яка працює на місцевій с.-г. сировині. Найбільші пром. підприємства: тютюново-ферментаційні заводи в Гантіаді, Гудауті, Сухумі, Очамчіре, тютюнова ф-ка в Сухумі, олійний завод в Очамчіре, плодоконсервний завод у Сухумі, 11 чайних ф-к (Галі, Очамчіре, Дранда, Гудаута), шкіряно-взуттєвий комбінат у Сухумі, мебльові ф-ки в Сухумі та Очамчіре, Кодорський лісопильний комбінат, Калдах-варський лісопильний завод. У горах — заготівля лісу, у Ткварчелі — видобування кам. вугілля. Електростанції: теплова в Ткварчелі і Сухумська ГЕС на р. Гумісті. На узбережжі розвинуто рибальство та рибоводство (рибоводний завод у Гудаутському р-ні).
Провідна роль у с. г. А. належить тютюну та субтропічним культурам. У 1958 заг. посівна пл. 51,9 тис. га, в т. ч. зайнято (в тис. га): під найкращими в СРСР сортами жовтого тютюну (самсун) 7,4, під чаєм — 9,4, під цитрусовими — 2,2, під тунгом — 2,6. Вирощують лавр, ефіроолійні культури та ін. Загальносоюзне значення мають садівництво та виноградарство. Посіви зернових мають допоміжний характер. По суті, єдиною зерновою культурою є кукурудза — 32,4 тис. га. В А. (на 1. І 1959) було (у тис. голів): великої рогатої худоби — 149; овець та кіз —62; свиней — 59; коней — 14. Розвинуті бджільництво і шовківництво. В А. 228 колгоспів, 14 радгоспів (1958).

## Транспорт
електрифік. з-ця Туапсе — Самтредіа (з гілкою на Ткварчелі) і паралельно з нею автомобільна магістраль (з відгалуженням до оз. Ріца). Через Клухорський перевал проходить Воєнно-Сухумська дорога. Широко використовується морський транспорт. Гол. порт — Сухумі.

## Охорона здоров'я
На 1 січ. 1959 в А. були 61 лік. заклад на 2565 ліжок, 10 диспансерів, 100 акушер.-фельдш. пунктів, 61 дитячі ясла на 2355 місць, 1071 лікар і 2889 чол. серед. мед. персоналу в системі Мін-ва охорони здоров'я. На території А. розташовані відомі курорти: Сухумі, Гудаута, Гагра, Новий Афон, де працює 20 санаторіїв на 4695 ліжок та 15 будинків відпочинку на 2435 місць.

## Культура
У 1914 в А. було 156 шкіл, 8,7 тис. учнів. В 1958/59 навч. р. в 453 загальноосвітніх школах навчалось 65,3 тис. учнів. У 1958 було 3 пед. училища, 2 технікуми, пед. інститут, мед. і муз. училища. В республіці є 8 спорт. шкіл, 6 муз. шкіл, художня школа, культ.-осв. училище та інше. На кін. 1958 налічувалось 146 кіноустановок, 220 клубів, 278 масових б-к. Працюють Сухумський держ. драм. театр, філармонія, ансамбль пісні і танцю, Будинок народ. творчості, краєзнавчий музей. В А. є ряд н.-д. установ, в т. ч. Абхазький інститут мови, л-ри й історії АН Груз. РСР, Інститут експериментальної патології і терапії Академії мед. наук СРСР та ін. Видаються 3 обласні, 6 районних і 1 міська газети. Налічується понад 24,8 тис. радіоточок.
Перший абхазький буквар було видано 1865. У 1892 вийшла «Абхазька азбука» К. Мачаваріані і Д. Гуліа. Абх. література належить до молодих л-р Радянського Союзу. Основоположником і видатним діячем абх. л-ри є народ. поет Абхазії Д. І. Гуліа (н. 1874). Поряд з Д. Гуліа в розвитку абх. л-ри видатну роль відіграв письменник-драматург С. Я. Чанба (1886—1937). Значне місце в абх. рад. л-рі займають поети І. Когоніа, Л. Квіцініа, К. Агумаа, Ш. Цвіжба, Б. Шінкуба і прозаїки І.-Папаскірі, В. Агрба, М. Лакербай. Усна творчість абхазців, яка розвивалась протягом багатьох століть, дуже багата. її вивчення зосереджене в Абхазькому інституті мови, л-ри й історії АН Груз. РСР.